# Блок 4
Блок 4 је део Градске општине Нови Београд. 

## Положај
Блок 4 је окружен блоковима 3, 5, 6, 7а и 34, односно улицама: Париске комуне, Тошин бунар, Студентском и Булеваром Зорана Ђинђића.

## Грађевине
Градња датира из 60-тих година прошлог века, а изграђена су три солитера са по двадесет спратова и и шест ламела са по 8 спратова. Блок је богат зеленим површинама, од којих је у централном делу један већи парк,  и стазама за шетњу. Такође има и спортске терене. Осим стамбених зграда, ту је смештен и вртић „Петлић“.
Посебна грађевина је некадашњи Раднички универзитет „Нови Београд“ који је добио на коришћење зграду у којој је био Центар омладинских радничких бригада, градитеља Новог Београда, која је у међувремену проширивана дограђивањем учионица, лабораторија, амфитеатара, кабинета... преко 4000 м2. У згради су данас смештени: Висока техничка школа струковних студија, Висока туристичка школа, Студентски културни центар, са галеријом, одељење Музичке школе „Станислав Бинички“, и библиотека „Вук Караџић“.
Кафана „Тошин бунар“ је и данас на месту где је направљена пре око два века, али нико прецизно не може да каже када. Назив је добила по бунару који је некада постојао, и који је затрпан при изградњи саобраћајница и Студентског града. Бунар је добио име по власнику, Тоши Апостоловићу. Кафана се неко време звала и „Џакарта“, због индонежанског председника Сукарна, који је приликом боравка на Самиту несврстаних, једном био одушевљени посетилац.

## Околина
У околини блока се налази приватна болница Др Ристић, Институт за здравствену заштиту мајке и детета Србије ,,Др Вукан Чупић’’, основне и средње школе (Туристичка, Графичка и 9. београдска гимназија, Хала спортова „Ранко Жеравица“, Студентски град, бројни малопродајни и угоститељски објекти.

## Саобраћај
Блок 4 је аутобуским линијама повезан са центром града и осталим градским подручјима. Улицом Париске комуне пролазе аутобуси на линијама 18, 78. Улицом Тошин бунар пролази линија 45, а Булеваром Зорана Ђинђића односно Студентском улицом пролазе линије 70, 72, 74, 75, 76, 77, 82, 612, 708.

## Галерија
- Блок 4, Нови Београд
- Вртић „Петлић”, Блок 4, Нови Београд
- Музичка школа „Станислав Бинички”, Блок 4, Нови Београд
- Тошин бунар, Блок 4, Нови Београд